# 靖厳院
靖厳院（せいげんいん、寛永13年（1636年） - 享保2年4月15日（1717年5月25日））は、江戸時代初期の女性。岡山藩初代藩主池田光政の娘。母は勝姫（徳川秀忠の養女、本多忠刻の娘）。右大臣一条教輔の正室。実名は通姫、別名に輝子。
寛永13年（1636年）に備前にて生まれる。大叔父徳川家光の養女となり、慶安2年（1650年）に権大納言一条教輔に嫁いだ。
慶安5年（1652年）、兼輝を出産する。
享保2年（1717年）死去。享年82。東福寺に葬られた。